# 谷本俊介
谷本俊介（たにもと しゅんすけ、1982年9月1日 - ）は、日本のフットサル指導者。2013年から2017年まで府中アスレティックFCの監督を務める。
所属:府中アスレティックFC
学歴:丸亀市立東中学校→善通寺第一高等学校→高知大学→早稲田大学大学院
座右の銘:Where there's a will, there's a way
愛称:ジェロ

## ジェロとの類似点
- 口もとの髭
- 濃い顔立ち